# Cocotte (cuisine)

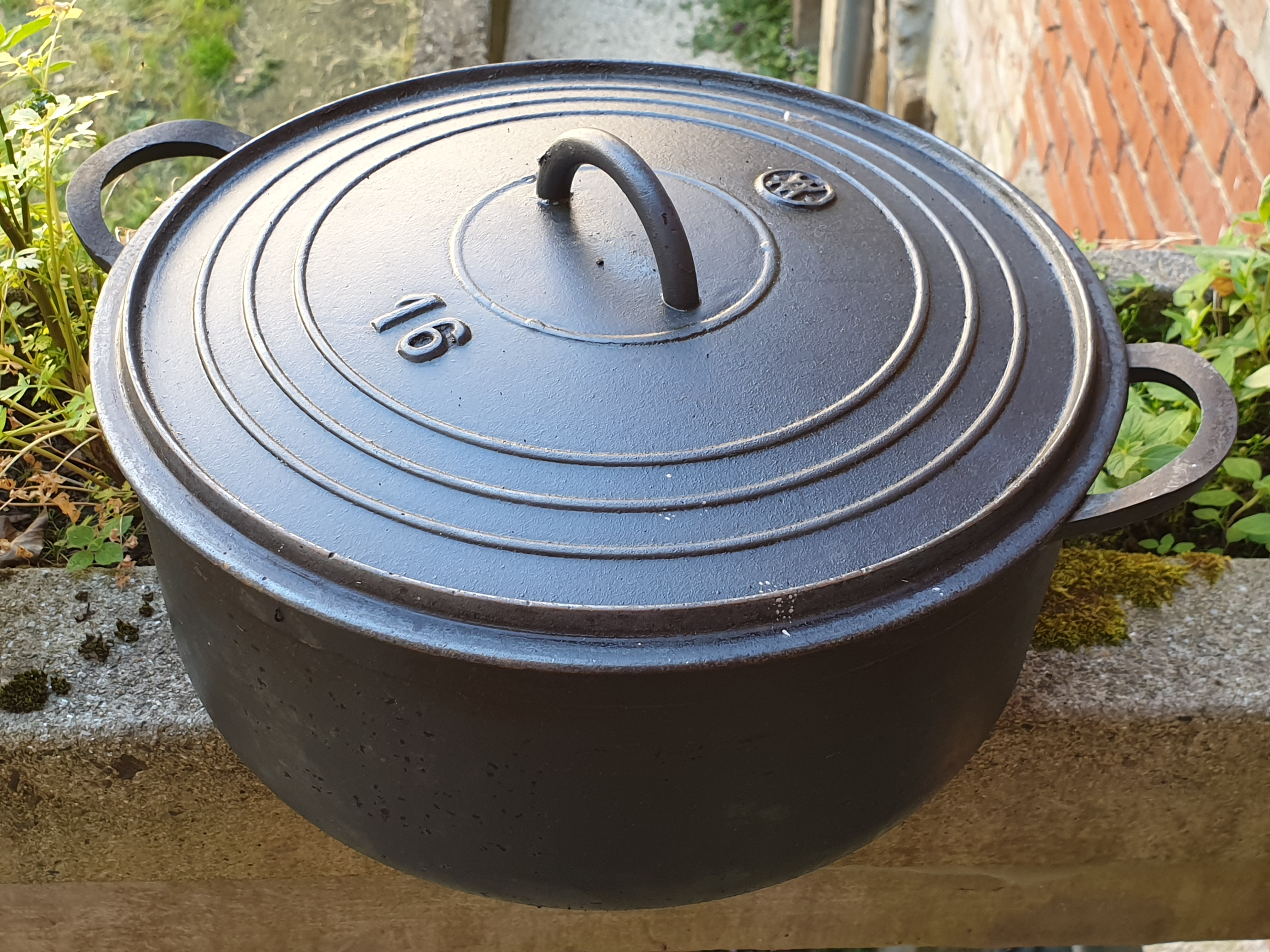
Cocotte française en fonte d'acier non émaillée, fabriquée vers 1930.

Une cocotte est une sorte de marmite, pourvue d'un couvercle et de poignées, en fonte, aluminium ou tôle d'acier émaillée, destinée à la cuisson des aliments. Elle est utilisée sur une table de cuisson, mais parfois aussi sur des braises ou au four, pour braiser ou mijoter des plats de viande ou de légumes.
Il existe aussi des cocottes en verre et en céramique, destinées à la cuisson au four.

## Historique

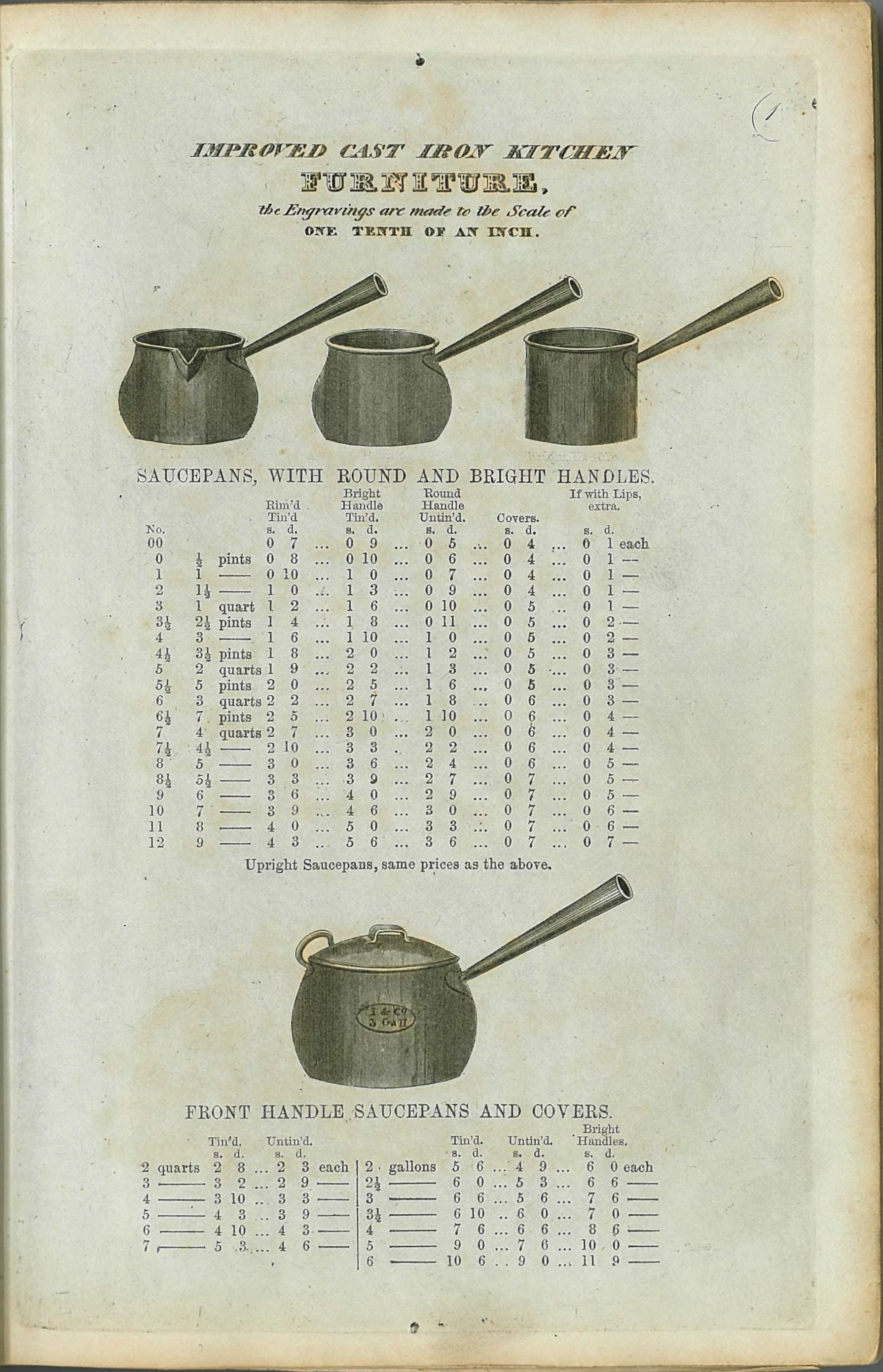
Catalogue Izons, Birmingham, 1840.
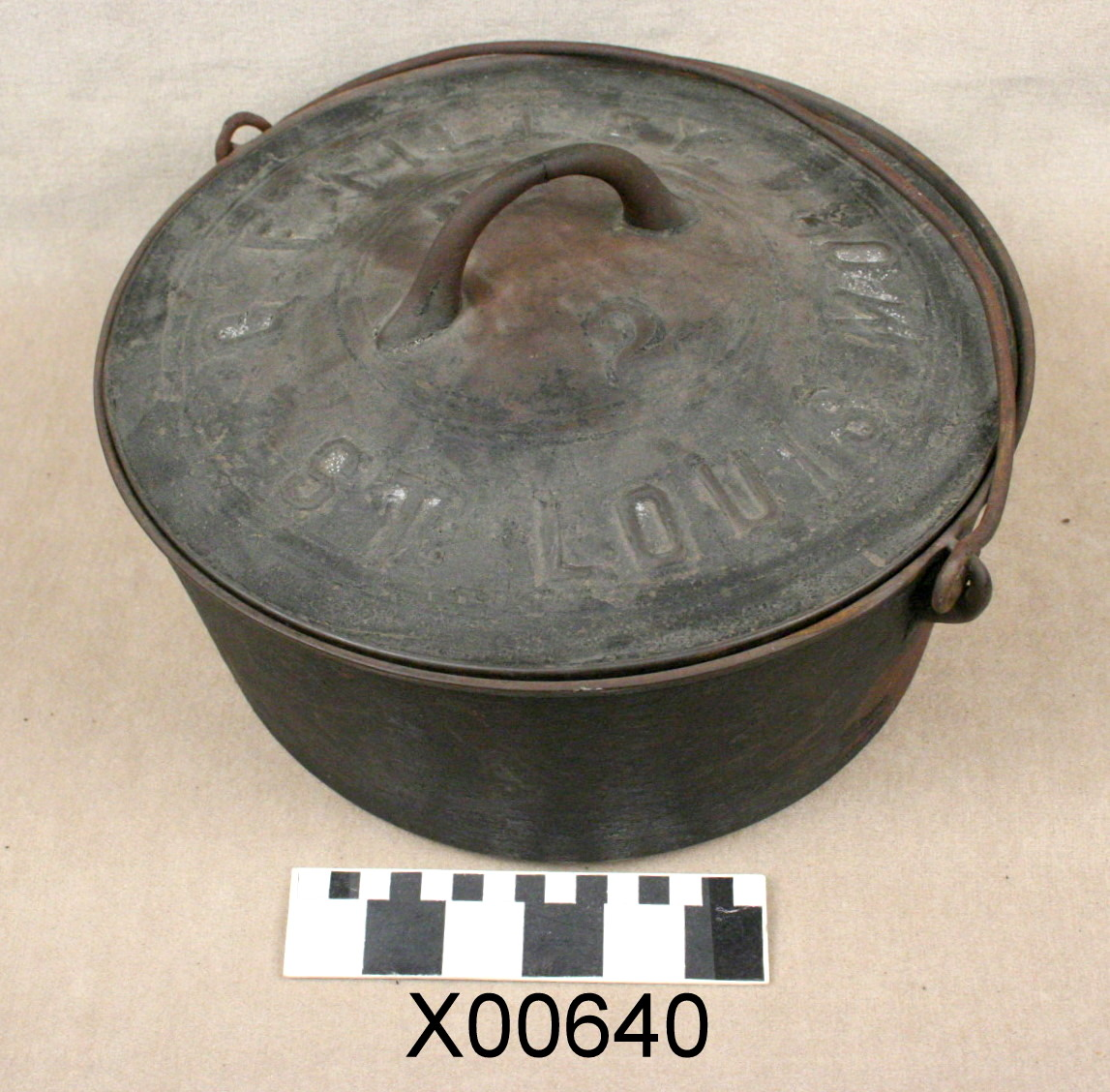
Dutch oven, St Louis, 1880.
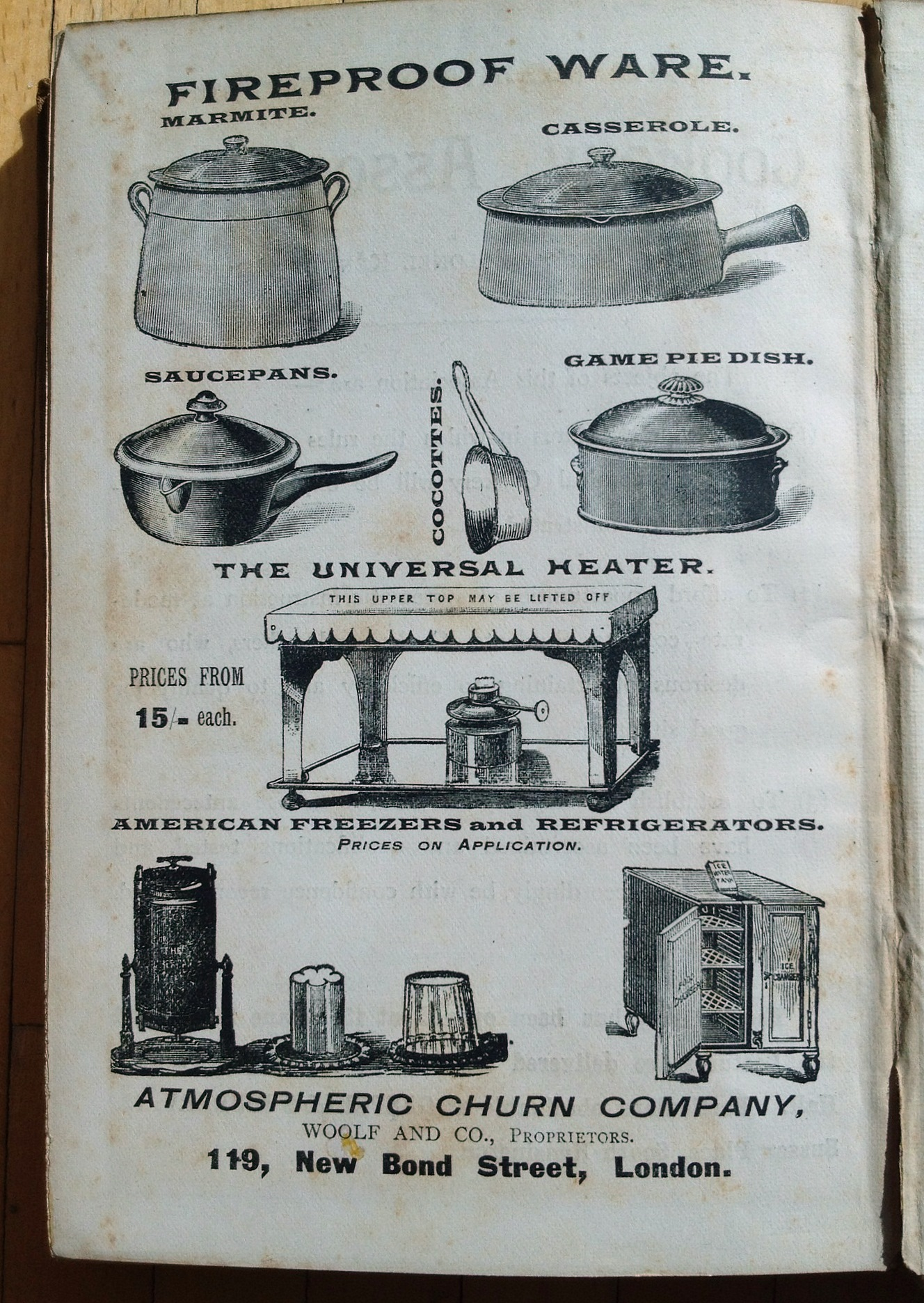
Catalogue anglais, 1894.

### Origines néerlandaises et anglaises des récipients en fonte

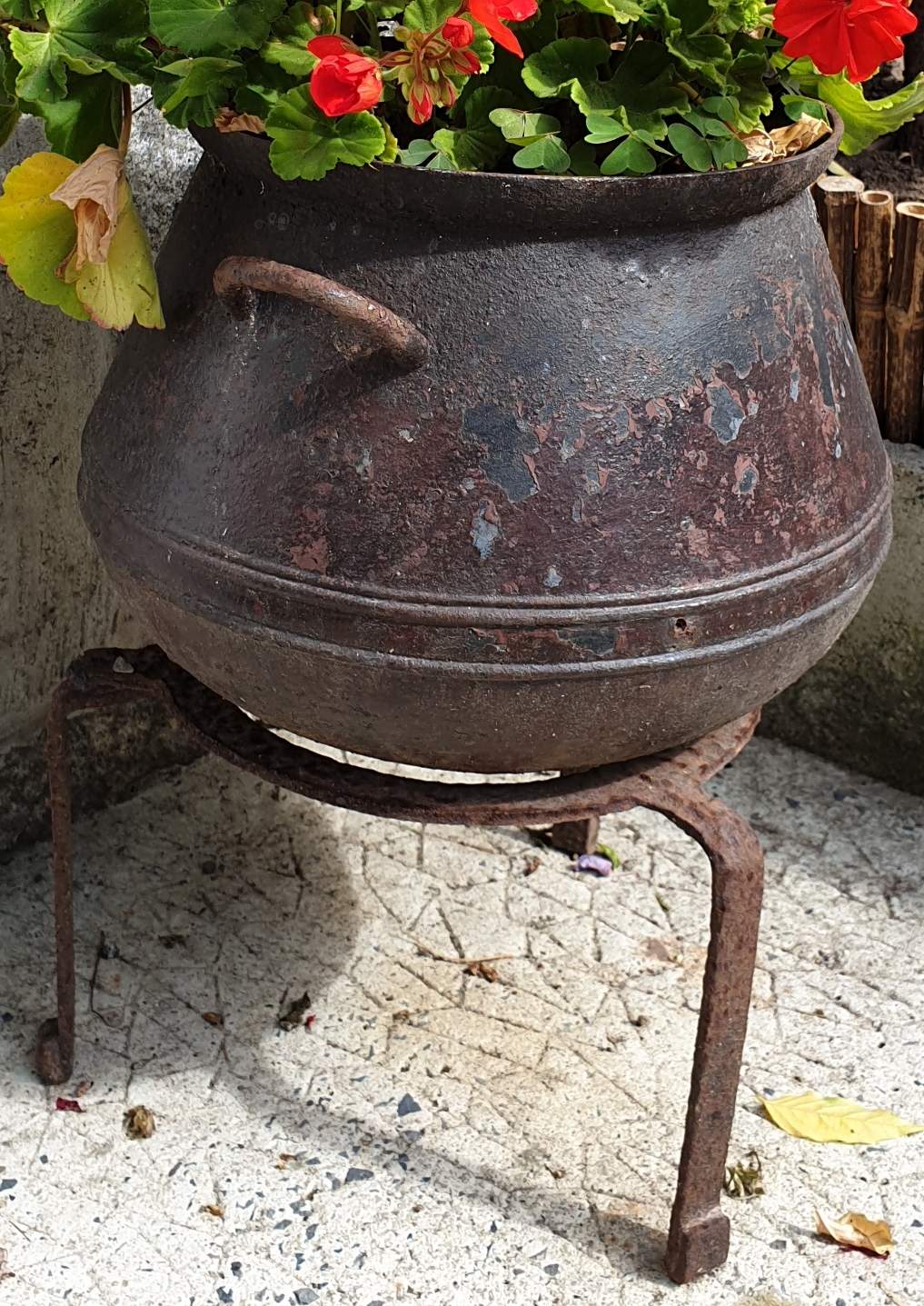
Marmite en fonte sur trépied en fer forgé. Type dit « pot du Hainaut », courant en Europe au XIXe siècle et au début du XXe siècle.

Après les chaudrons en bronze, connus depuis l'Antiquité, le laiton était devenu, au cours du XVIIe siècle, l'alliage le plus usuel en Europe pour les récipients et ustensiles de cuisine. Les Hollandais le produisaient au prix le plus bas, mais c'étaient toujours des produits chers. En 1704, l'industriel anglais Abraham Darby, l'un des associés de la Brass Works Company de Bristol, qui fabriquait des moulins à malt pour les brasseries, entreprend un voyage aux Pays-Bas : il y étudie les méthodes néerlandaises de travail du laiton. Il apprend que, pour la coulée des récipients à base de cuivre, les Néerlandais utilisent des moules en sable plutôt qu'en argile et terre glaise, obtenant ainsi une meilleure finition des objets fabriqués.
En 1706, Darby lance la fabrication d'un nouveau modèle de moulin à malt en laiton dans son atelier de Bristol et pense qu'il pourrait vendre davantage de ces articles de cuisine s'il pouvait parvenir à remplacer le laiton par un métal moins cher, en l'occurrence la fonte. Les premières expériences de coulée de fonte de fer dans des moules en sable se révèlent infructueuses, mais, aidé par l'un de ses ouvriers, le Gallois James Thomas, il réussit finalement à couler des récipients de cuisine en fonte de fer. En 1707, il obtient un brevet pour le procédé de coulée de fer dans du sable, dérivé du procédé hollandais. C'est ainsi qu'en anglais, depuis au moins 1710, le terme dutch oven (« four hollandais ») est resté en usage pour désigner plusieurs types d'appareils de cuisson : une marmite en fonte avec pieds et couvercle ; une boîte en fonte rectangulaire ouverte sur un côté servant à rôtir les viandes ; enfin, un compartiment à l'intérieur d'un foyer en briques, utilisé pour la cuisson des aliments.

### Les inventions hollandaises

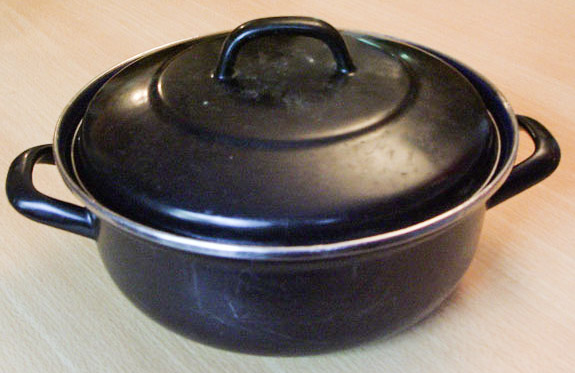
Un four hollandais ou braadpan, marque BK, en tôle d'acier émaillée, modèle courant aux Pays-Bas.

Aux Pays-Bas, ce type de chaudron, four hollandais, cocotte ou faitout, est appelé braadpan, qui signifie une « rôtissoire ». Un autre nom est sudderpan, qui peut se traduire par « mijoteuse ». Le design le plus courant de nos jours est un récipient à deux anses et couvercle muni d'une poignée, en tôle d'acier emboutie, le plus souvent émaillé noir à intérieur bleu, qui convient aussi bien à la cuisson au four qu'au gaz ou à l'induction. Le modèle a été introduit en 1891 par BK, un fabricant néerlandais bien connu d’ustensiles de cuisine : moins cher et plus léger que la fonte, il a fini par s'imposer dans la plupart des cuisines. Le braadpan convient pour braiser la viande, mais aussi pour préparer des ragoûts traditionnels comme le hachee. Des fours hollandais en fonte (ce qu'on appelle en français des cocottes) sont produits par le métallurgiste Combekk, à Breda.

### Évolution en Amérique du Nord

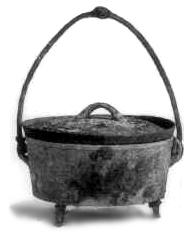
Un « four hollandais », modèle américain, 1896.

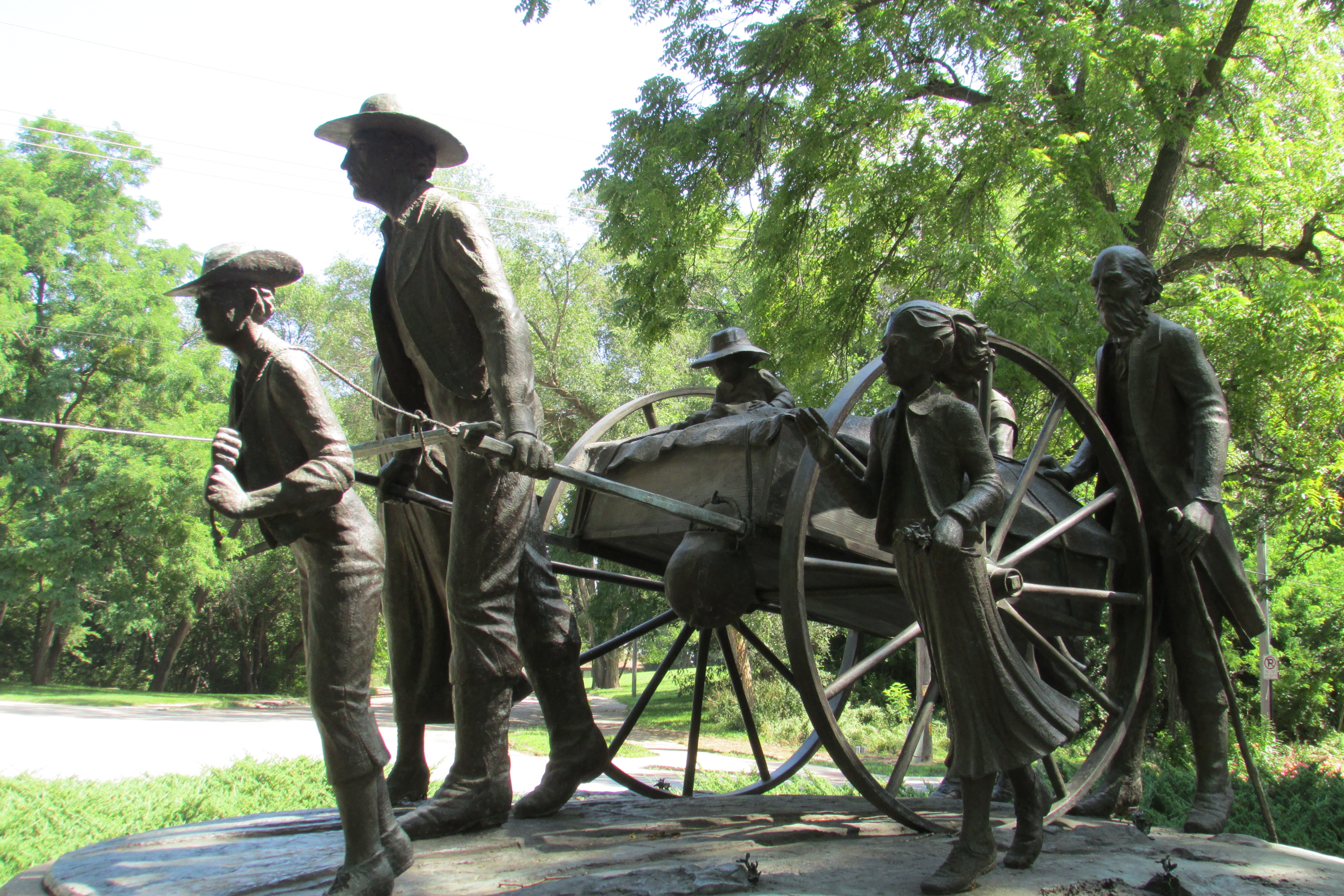
Monument des pionniers mormons, à Omaha, Nebraska. Le four hollandais est à l'honneur, suspendu à l'avant du chariot.

Au XIXe siècle, les colons d'Amérique du Nord ont adopté le four hollandais sous le nom de dutch oven, pour la cuisson des repas en plein air sur feu de bois. Ils l'ont adapté à leurs besoins en réduisant sa hauteur et lui ont ajouté trois pieds de fonte pour pouvoir le placer sur la braise ou le charbon. La bordure du couvercle a été relevée pour placer par-dessus des braises ou des charbons ardents, afin d'uniformiser la chaleur autour des aliments, comme dans un vrai four. Une anse mobile a été ajoutée pour faciliter l'accrochage et le déplacement du récipient.
Les colons américains appréciaient les batteries de cuisine en fonte pour leur polyvalence et leur durabilité. Ils les utilisaient pour faire bouillir les aliments, les cuire au four, aussi bien pour les ragoûts, les fritures ou les rôtis. Les fours hollandais étaient si précieux que les testaments des XVIIIe et XIXe siècles définissaient souvent les héritiers desdits objets. Ainsi, Mary Ball Washington, la mère du président George Washington, a-t-elle cru bon de préciser dans son testament daté du 20 mai 1788 que ses « meubles de cuisine en fer » devraient aller pour moitié à son petit-fils, et l'autre moitié à sa petite-fille, ce legs comprenant plusieurs fours hollandais.
Les montagnards des territoires éloignés utilisèrent ces ustensiles jusqu'à la fin du XIXe siècle. Les popotes ambulantes appelées chuckwagons, qui accompagnaient les troupeaux de bétail de l'Ouest, ont fait la cuisine collective dans des fours hollandais jusqu'au début du XXe siècle.
Les colons en route vers l’Ouest ont eux aussi emporté leurs fours néerlandais. Ce récipient faisait partie de l'équipement de Lewis et Clark dans leur exploration du grand Nord-Ouest américain en 1804-1806. Les pionniers mormons qui s'établirent dans l'Utah avaient également avec eux leurs fours hollandais. De fait, les monuments érigés en l'honneur des charrettes à bras, tout au long du Mormon Trail qui devait les mener jusqu'au Grand Lac Salé, dans les années 1850, affichent fièrement leurs fours hollandais suspendus à l'avant des chariots. Ce type de récipient est ainsi devenu l'un des symboles officiels des États du Texas, de l'Utah et de l'Arkansas,,.
Le four hollandais est encore utilisé aujourd'hui lors de fêtes champêtres familiales et pour la cuisine collective en camping, en Amérique et Europe du Nord. Il l'est aussi très souvent par les associations de scoutisme pour leurs activités de plein air.

## Les cocottes françaises

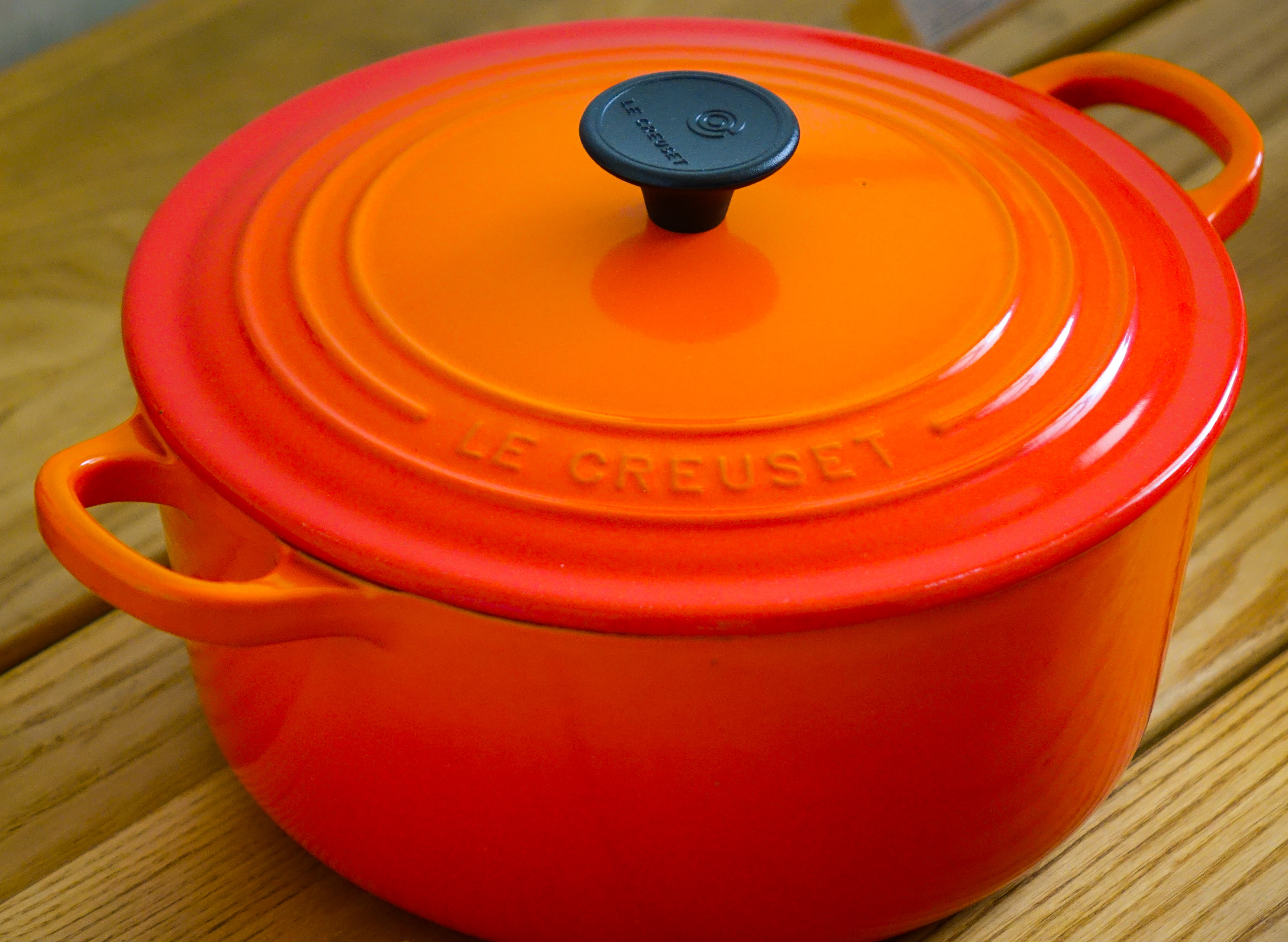
Cocotte Le Creuset classique, en fonte émaillée.

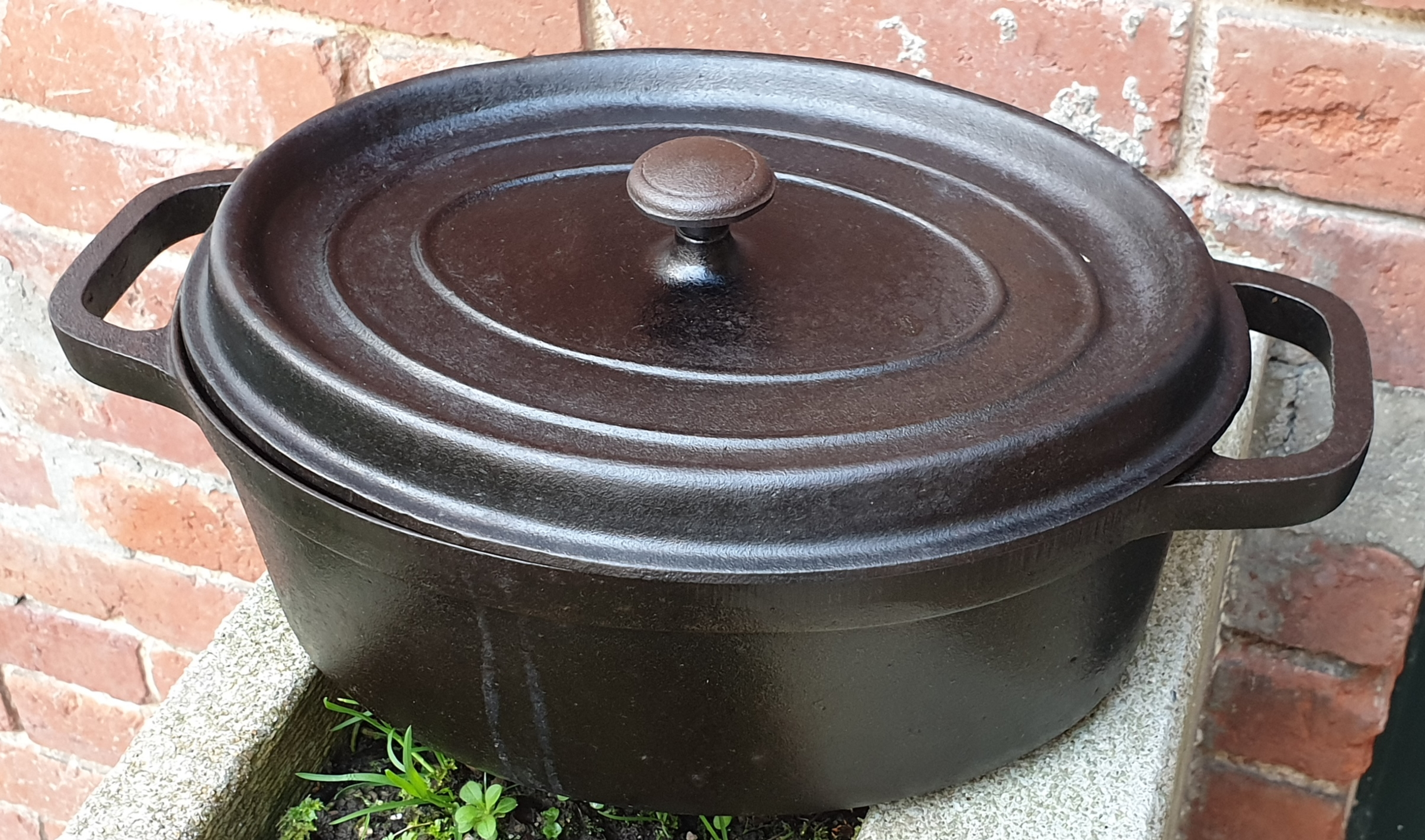
Cocotte Staub ovale en fonte brute, du début de la production. Les modèles récents sont tous émaillés.

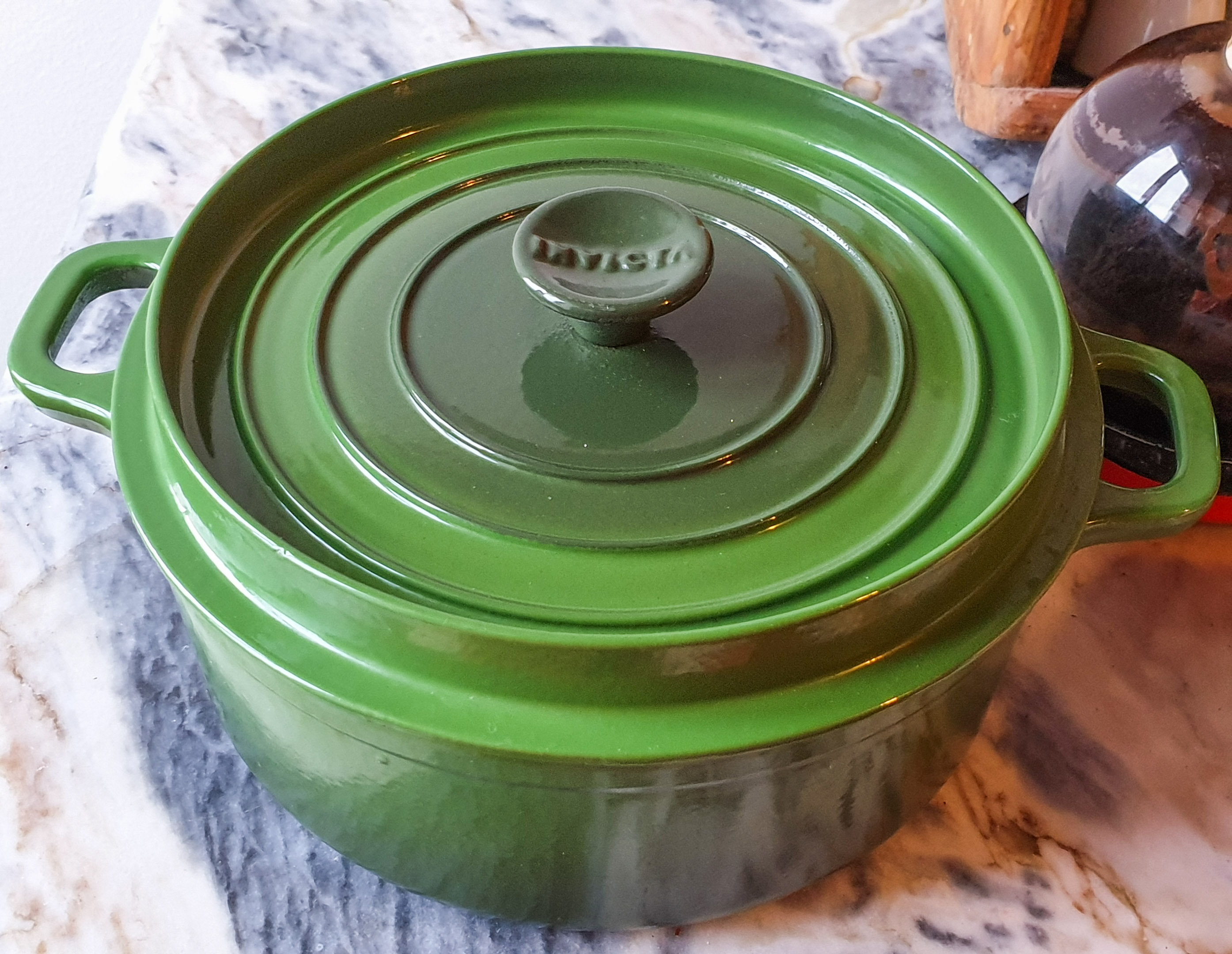
Cocotte française contemporaine, de marque Invicta, en fonte émaillée.

La forme des cocottes françaises telles qu'on les connaît encore aujourd'hui, de forme ronde ou ovale, en fonte brute ou émaillée, avec deux poignées latérales et couvercle de même matière, se fixe vers 1890. Les fonderies se concentrent géographiquement dans les Ardennes, le Nord et la Picardie.
Les fabricants et marques sont parfois très anciens. Les hauts-fourneaux et fonderies de Cousances-aux-Forges (Meuse), fondés en 1553, continuent la fabrication d'ustensiles de cuisine et cocottes en fonte.  La fonderie du Pied-Selle, à Fumay (Ardennes), succédant à des activités de forges antérieures, a produit des cocottes et articles de fonderie pendant la seconde moitié du XIXe siècle et au moins jusqu'à la Première Guerre mondiale.
La production moderne, depuis 1950, est assurée par des fonderies pour la plupart établies dans le Nord de la France, sous des marques comme De Dietrich (fondé en 1843 à Reichshoffen, dans le Bas-Rhin), Godin (fondé à Guise, dans l'Aisne, en 1846), Invicta (fondé à Donchery, dans les Ardennes, en 1924), Le Creuset (fondé à Fresnoy-le-Grand, dans l'Aisne, en 1925), Staub (fondé à Turckheim, dans le Haut-Rhin, en 1974) ou encore Baumalu (fondé à Baldenheim, dans le Bas-Rhin, en 1971).
Mais les autres régions françaises sont aussi représentées, avec la fonderie Rosières (cuisinières, cocottes), établie à Bourges, la fonderie Nomar, à Roche-la-Molière, près de Saint-Étienne et l'entreprise Sitram, à Saint-Benoît-du-Sault, dans l'Indre, qui produit toutes sortes de récipients et matériels de cuisine.

### Usage culinaire
Les cocottes en fonte, émaillées ou non, sont particulièrement adaptées aux ragoûts et plats en sauce mijotés longuement à petit feu. Elles peuvent être utilisées indifféremment sur la braise, le gaz, la plaque électrique ou la table à induction. La cuisson au four présente l'avantage d'une température constante et homogène sur toutes les parties du récipient.
Certains couvercles en fonte, équipés d'un rebord, peuvent contenir un faible volume d'eau, suffisant pour accroître la condensation de la vapeur d'eau dans la marmite et éviter le dessèchement des aliments braisés.
Les cocottes et autres instruments de cuisson en fonte non émaillée doivent être traités par une opération de culottage pour éviter la rouille et former une couche non adhésive.

## Sources et références
1. 1 2  Fonte et cuisson, par Jean-Marie Moine
2. ↑  Le laiton est un alliage de cuivre et de zinc, alors que le bronze est un alliage de cuivre et d'étain.
3. ↑  Rosen, William, The Most Powerful Idea in the World: A Story of Steam, Industry, and Invention (Chicago, Illinois: University of Chicago Press, 2010),p. 145.
4. ↑  
  - (Rosen, 2010), p. 145.
  - Burwood, Stephen, "Abraham Darby" in: Magill, Frank N., ed., The 17th and 18th Centuries: Dictionary of World Biography, vol. 4 (Ipswich, Massachusetts: Salem Press, Inc., 1999), p. 396–398 ; p. 396.
5. ↑  
  - (Rosen, 2010), p. 146.
  - (Burwood, 1999), p. 396.
  - Ashton, Thomas Southcliffe, Iron and Steel in the Industrial Revolution (Manchester, England: Manchester University Press, 1924), pp. 26–27.
6. ↑  
  - (Percy, 1864), p. 887.
  - (Burwood, 1999), p. 396.
7. ↑  
  - (Rosen, 2010), p. 146.
  - (Percy, 1864), p. 887.
8. ↑  
  - (Ashton, 1924), p. 27.
  - Burwood, Stephen, "Abraham Darby" in: Magill, Frank N., ed., The 17th and 18th Centuries: Dictionary of World Biography, vol. 4 (Ipswich, Massachusetts: Salem Press, Inc., 1999), pp. 396–398 ; see p. 396.
  - Percy, John, Metallurgy: The Art of Extracting Metals from Their Ores and Adapting Them to Various Purposes of Manufacture (London, England: John Murray, 1864), p. 887.
9. ↑  Darby, Abraham, "Casting iron bellied pots in sand only," British patent no. 380 (issued: 1707), in: Woodcroft, Bennet, ed., Appendix to Reference Index of Patents of Invention, Containing Abstracts from such of the Early Patents … (London, England: Great Seal Patent Office, 1855), p. 46.
10. ↑  Dictionnaire Merriam-Webster et Researching Food History
11. ↑  A History of BK
12. ↑  Combekk
13. ↑  Dutch Ovens Chronicled 11-14
14. ↑  Dutch Ovens Chronicled 28
15. ↑  Dutch Ovens Chronicled 33-54
16. ↑  https://www.npr.org/2005/04/22/4616266/texas-pays-tribute-to-the-dutch-oven
17. ↑  « Utah Symbols — Dutch Oven », Pioneer.utah.gov (consulté le 25 janvier 2010)
18. ↑  « Where Can I Find a List of Official State Cooking Vessels? » (consulté le 16 août 2012)
19. ↑  Haut-fourneau et fonderies de Cousances-aux-Forges, ars metallica.fr
20. ↑  Usines du Pied-Selle, inventaire du patrimoine Champagne-Ardenne.
21. ↑  Invicta, site officiel.